# Veursbos
Veursbos är en skog i Belgien.   Den ligger i provinsen Liège och regionen Vallonien, i den östra delen av landet, 110 km öster om huvudstaden Bryssel.
Omgivningarna runt Veursbos är en mosaik av jordbruksmark och naturlig växtlighet. Runt Veursbos är det ganska tätbefolkat, med 239 invånare per kvadratkilometer.